# Multicenter-Studie
Eine Multicenter-Studie, auch multizentrische Studie, ist eine klinische Studie, die parallel an mehreren Einrichtungen durchgeführt wird. Aufgrund der höheren Anzahl an Forschern, die unabhängig voneinander agieren, und auch weil deswegen ein größeres Patientenkollektiv einbezogen werden kann, ist die wissenschaftliche Aussagekraft zumeist höher als bei Studien an nur einer Einrichtung (mono- bzw. unizentrische Studie). Zudem können neben Klinikärzten auch niedergelassene Ärzte beteiligt werden. Während nach der 5. Novelle des Arzneimittelgesetzes (AMG) von 1994 die Zustimmung aller zuständigen Ethikkommissionen notwendig war, was vor allem bei überregionalen Studien zu einem hohen Aufwand führte, reicht seit der 8. Novelle des AMG von 1998 ein Votum der für den Leiter der klinischen Prüfung zuständigen, federführenden Ethikkommission aus (aktuell § 42 Abs. 1 S. 2 AMG). Gleichwohl ist vorgesehen, dass die federführende Ethikkommission im Benehmen mit den beteiligten Ethikkommissionen entscheidet, welche die Qualifikation der Prüfer und die Geeignetheit der Prüfstellen in ihrem Zuständigkeitsbereich prüfen (§ 8 Abs. 5 GCP-V).